# Cerova (Arilje)
Pour les articles homonymes, voir Cerova.
Cerova (en serbe cyrillique : Церова) est une localité de Serbie située dans la municipalité d'Arilje, district de Zlatibor. Au recensement de 2011, elle comptait 1 172 habitants.
Cerova est officiellement classée parmi les villages de Serbie.

## Démographie

### Évolution historique de la population
| 1948 | 1953 | 1961 | 1971 | 1981 | 1991  | 2002  | 2011  |
| ---- | ---- | ---- | ---- | ---- | ----- | ----- | ----- |
| 681  | 707  | 674  | 801  | 950  | 1 087 | 1 151 | 1 172 |

|  |